# Odprto prvenstvo ZDA 1971
Odprto prvenstvo ZDA 1971 je teniški turnir za Grand Slam, ki je med 1. in 12. septembrom 1971 potekal v New Yorku.

## Moški posamično
Stan Smith :  Jan Kodeš 3-6 6-3 6-2 7-6

## Ženske posamično
Billie Jean King :  Rosemary Casals 6-4 7-6

## Moške dvojice
John Newcombe /  Roger Taylor :  Stan Smith /  Erik van Dillen 6-7 6-3 7-6 4-6 7-6

## Ženske  dvojice
Rosemary Casals /  Judy Tegart :  Gail Chanfreau /  Françoise Dürr 6-3 6-3

## Mešane dvojice
Owen Davidson /  Billie Jean King :  Robert Maud /  Betty Stove 6-3 7-5